# Zotero
Zotero – wolny i otwarty program komputerowy służący do zarządzania bibliografią i przypisami bibliograficznymi oraz do organizacji źródeł podczas pisania prac naukowych. Program pozwala na automatyczne pobieranie danych bibliograficznych oraz pełnych tekstów (jeśli są dostępne) z internetowych katalogów bibliotecznych i dostosowywanie wyglądu przypisów w tekście, integruje się z przeglądarką internetową, a także z edytorami tekstu, m.in. z Microsoft Word, LibreOffice Writer, OpenOffice.org Writer i NeoOffice. Producentem programu jest Centrum Historii i Nowych Mediów George Mason University. Nazwa programu wywodzi się z albańskiego słowa oznaczającego „doprowadzić do perfekcji”.

## Przechowywanie danych
Zapisane w bazie programu dane bibliograficzne można synchronizować przez
- chmurę dostępną po zalogowaniu na stronie Zotero (usługa płatna lub darmowe 300 MB),
- protokół WebDAV[2] z prywatnym serwerem lub wybranymi usługami przechowywania danych (np. Google Drive).